# Kościół Pokoju w Świdnicy

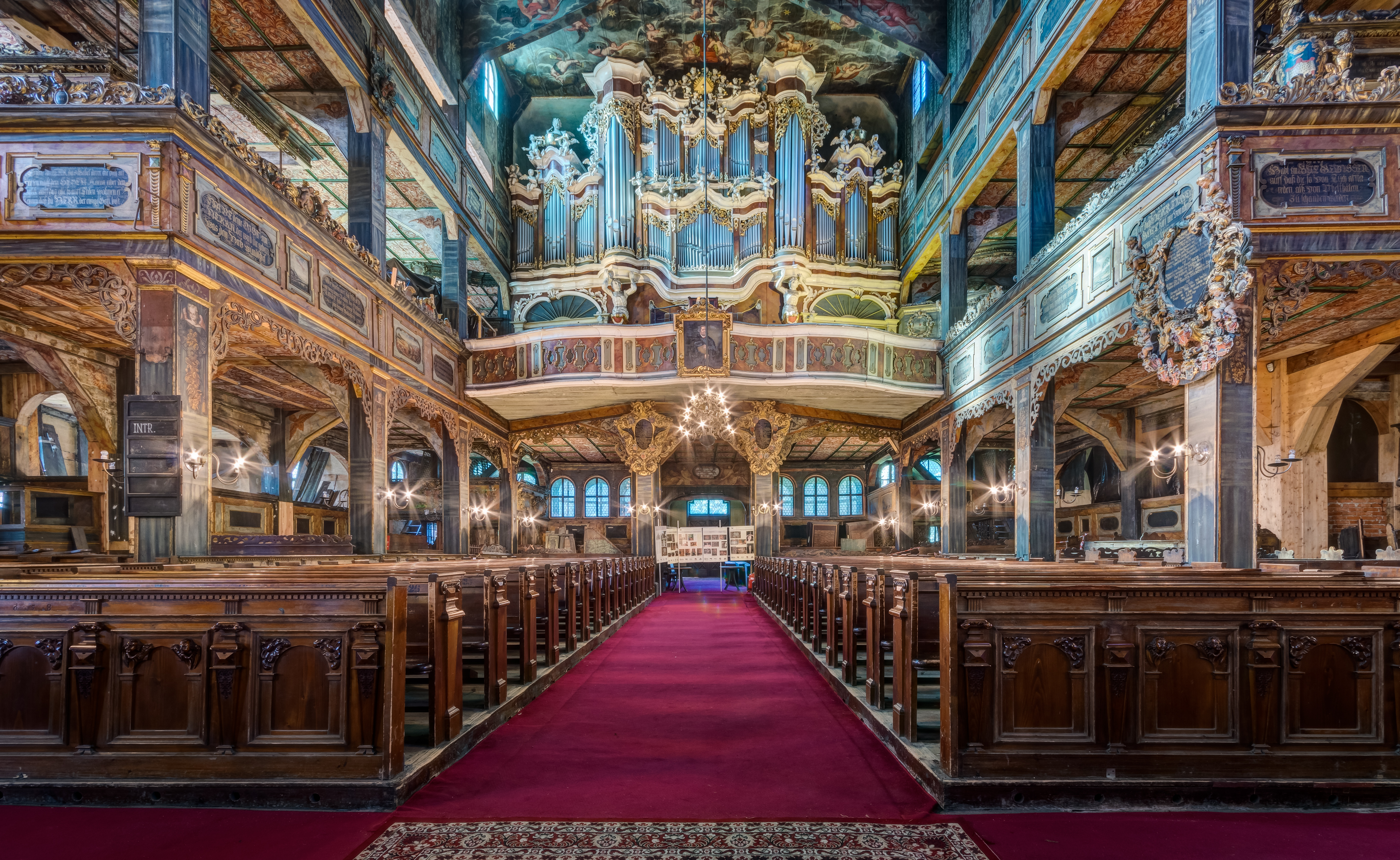
Wnętrze Kościoła Pokoju, widok na prospekt organowy

Kościół Pokoju im. Trójcy Świętej w Świdnicy – największa drewniana barokowa świątynia w Europie, zabytkowy budynek sakralny wybudowany na mocy porozumień traktatu westfalskiego zawartego w 1648 i kończącego wojnę trzydziestoletnią. Należy do świdnickiej parafii Kościoła Ewangelicko-Augsburskiego w Polsce. Obiekt od 2001 roku wpisany jest na listę światowego dziedzictwa UNESCO.

## Historia
Świdnicki Kościół Pokoju był jednym z trzech Kościołów Pokoju (po obiektach w Głogowie i Jaworze), na których budowę w dziedzicznych księstwach Habsburgów na Śląsku, pod naciskiem protestanckiej Szwecji, zezwolił katolicki cesarz Ferdynand III. W księstwach tych wszystkie kościoły wybudowane przez katolików a przejęte przez protestantów wróciły do kościoła katolickiego. Po wybuchu wojny ewangelikom odebrano prawo do wyznawania własnej wiary i posiadania własnych kościołów. Natomiast w księstwach będących we władaniu Piastów Śląskich – w większości ewangelików – wszystkie kościoły mogły pozostać protestanckie.
Budowa Kościołów Pokoju celowo została obwarowana dodatkowymi warunkami, które miały utrudnić ich budowę bądź w wypadku jej ukończenia spowodować krótkotrwałe użytkowanie świątyni. Kamień węgielny pod budowę kościoła w Świdnicy położono 23 sierpnia 1656 roku. Autorem projektu był wrocławski mistrz budowlany Albrecht von Saebisch. Kościół zbudował świdnicki cieśla Andreas Kaemper. By zebrać fundusze na budowę Świdniczanin Christian Czepko wyruszył w podróż po europejskich dworach protestanckich. W budowę zaangażowali się śląscy ewangelicy wszystkich stanów, od chłopów, poprzez mieszczaństwo, po szlachtę.
Po 10 miesiącach budowy pierwsze nabożeństwo w nowym świdnickim kościele odprawiono 24 czerwca 1657 roku.
W 1708 roku, w czasie wojny północnej, kiedy sytuacja wyznaniowa ewangelików się polepszyła, znów pod naciskiem króla szwedzkiego, obok kościoła wybudowano dzwonnicę i szkołę ewangelicką. Oba budynki zachowały się do dziś.
Mimo że kościół powstał w wyniku konfliktów religijnych, stanowi on symbol pojednania. W roku 1989 w kościele wspólnie o pokój modlili się premier Polski Tadeusz Mazowiecki i kanclerz Niemiec Helmut Kohl. W roku 2011 gościła w nim szwedzka para królewska Karol XVI Gustaw i królowa Sylwia. W roku 2014 w ekumenicznej modlitwie o pokój wzięły udział kanclerz Niemiec Angela Merkel i premier Polski Ewa Kopacz. We wrześniu 2016 w świdnickim kościele „Apel o Pokój” podpisali przedstawiciele wyznań chrześcijańskich, judaizmu, islamu oraz buddyzmu wraz z Dalajlamą XIV.

## Architektura
Kościół Pokoju w Świdnicy został wzniesiony w systemie szachulcowym jako budowla centralna oparta na drewnianym szkielecie wypełnionym masą z gliny i słomy. Została wybudowana na planie krzyża greckiego. Do budowli centralnej dobudowano od strony wschodniej Halę Chrztów i zakrystię, od zachodniej Halę Zmarłych, od południowej Halę Ślubów, a od północnej Halę Polną. Mierzy ona 44 m długości i 30,5 m szerokości. Na parterze i czterech piętrach empor mogło się zmieścić 7,5 tysiąca osób (w tym 3 tys. miejsc siedzących). Kościół był budowany z myślą o pomieszczeniu jak największej liczby osób, co było ważne zwłaszcza w czasach ograniczania wolności wyznania dla protestantów, ponieważ była to jedna z dwóch świątyń protestanckich na obszarze księstwa świdnicko-jaworskiego. Dlatego też świątynia posiada ogromną powierzchnię wewnętrzną (1090 m²) i kubaturę.

## Wyposażenie
Do wyjątkowo cennych elementów wyposażenia kościoła należą jego ołtarz i ambona.

### Ambona
Barokowa ambona, dzieło Gotfrieda Augusta Hoffmanna, pochodzi z roku 1729. Schody są zdobione scenami biblijnymi, jest to „Zesłanie Ducha Św.”, „Golgota” i „Raj”. Na balustradzie znajdują się rzeźbione alegorie Wiary, Nadziei i Miłości. Nad drzwiami do ambony umieszczona jest rzeźba Jezusa Dobrego Pasterza.

### Ołtarz główny

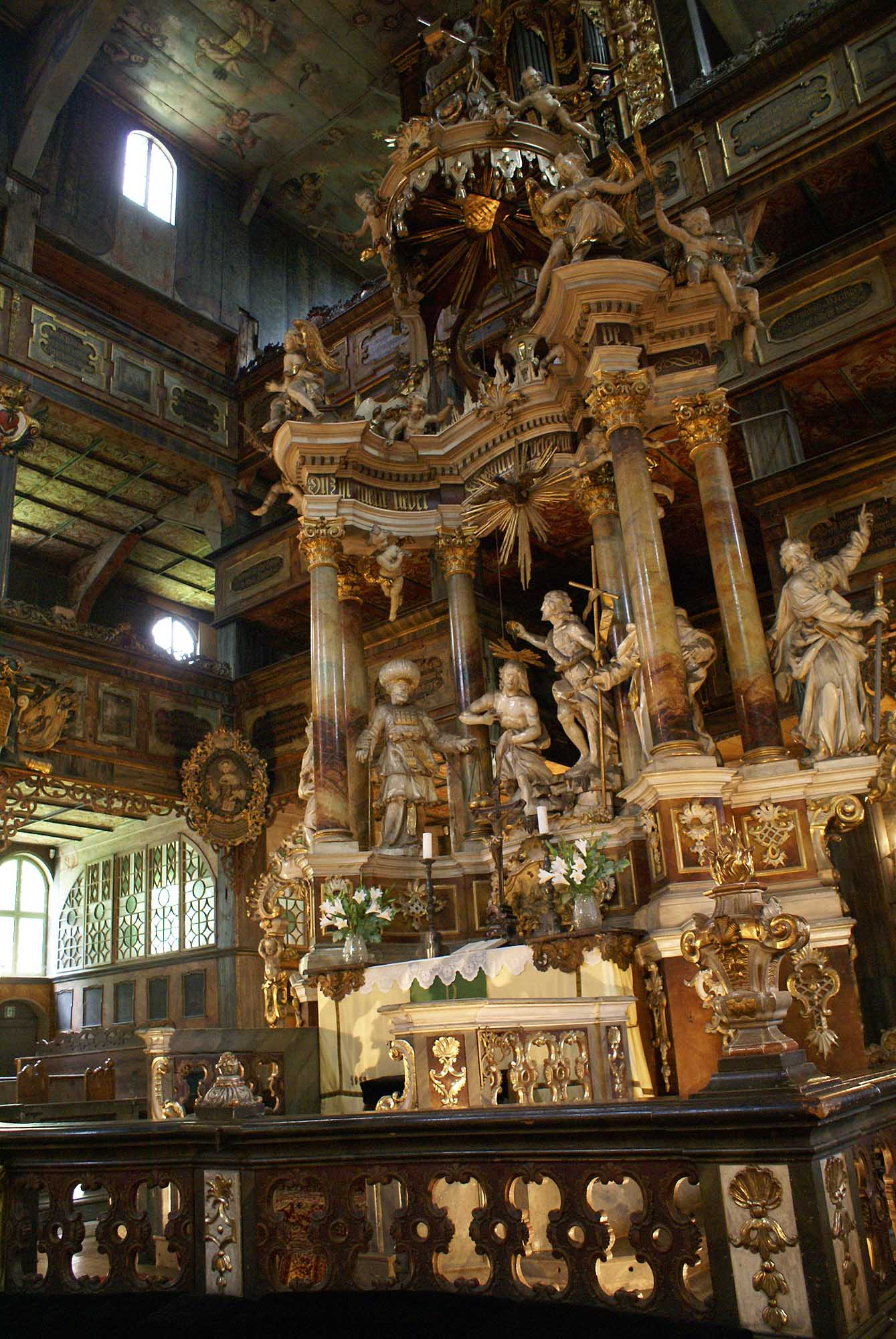
Ołtarz główny

Ołtarz główny, również dzieło Hoffmanna, został zamówiony z okazji stulecia kościoła w 1752 i ukończony w następnym roku. Nad mensą ołtarzową umieszczona jest niewielka płaskorzeźba przedstawiająca Ostatnią Wieczerzę. W centrum znajduje się „Chrzest Chrystusa” oraz postaci Mojżesza, arcykapłana Aarona oraz apostołów Piotra i Pawła. Powyżej, na sześciu kolumnach korynckich spoczywa fryz z napisem: „Dies ist mein geliebter Sohn, an dem ich Wohlgefallen habe” („To jest syn mój umiłowany, którego sobie upodobałem” – Ew. Mateusza 3,17). Pośrodku, na wysokości fryzu, alegoria Ducha Świętego w postaci gołębicy. Powyżej, pod baldachimem, złoty trójkąt, otoczony promieniami, z zapisanym hebrajskim pismem tetragramem imienia Bożego יהוה (JHWH) – alegoria Boga Ojca. Na szczycie ołtarza, na księdze z siedmioma pieczęciami stoi baranek z chorągwią.

### Organy
Zachowały się też zabytkowe organy o 62. głosach z barokowym prospektem z lat 1666–1669, zbudowane przez firmę Gottfrieda Klosego z Brzegu i kilkukrotnie przerabiane. Na najwyższej emporze nad ołtarzem znajdują się mniejsze organy ufundowane w 1695 roku przez Sigismunda Ebersbacha.
Obecne organy, piąte z kolei, pochodzą z roku 1909 i są autorstwa świdnickiej firmy Schlag & Söhne, która wprowadziła zasilanie elektryczne.

### Loża Hochbergów
Najbardziej uprzywilejowane rodziny posiadały w kościele własne loże. Na wprost ambony, nad głównym wejściem do kościoła, znajduje się wyróżniająca się urodą, bogato zdobiona loża rodziny Hochbergów, dobroczyńców kościoła, zbudowana w 1698 r. Loża ta powstała jako dowód wdzięczności dla rodziny hrabiego Johanna Heinricha von Hochberga, który ufundował dęby na budowę kościoła.

### Empory
Empory na całej długości pokryte są 78 tekstami wersetów biblijnych i 47 scenami alegorycznymi. Obrazy malowane na deskach ilustrują sens znajdujących się obok cytatów biblijnych. Balustrady empor są bogato zdobione rzeźbami i malowidłami. Na filarach empor umieszczono drewniane, malowane epitafia, m.in. rodów szlacheckich von: Dobrauschky (po 1733), Sommerfeld (po 1691), Czettritz-Neuhaus (po 1727). 

### Chrzcielnica
Chrzcielnica z 1661 znajdująca się w zakrystii została wykonana przez rzeźbiarza Pankratiusa Wernera z Jeleniej Góry. Na zewnętrznych płytach (ścianach) zawiera herby szlacheckie fundatorów von: Czettritz, Berger, Nostitz,  Ratschin, Rotkirch, Sommerfeld.

### Malowidła

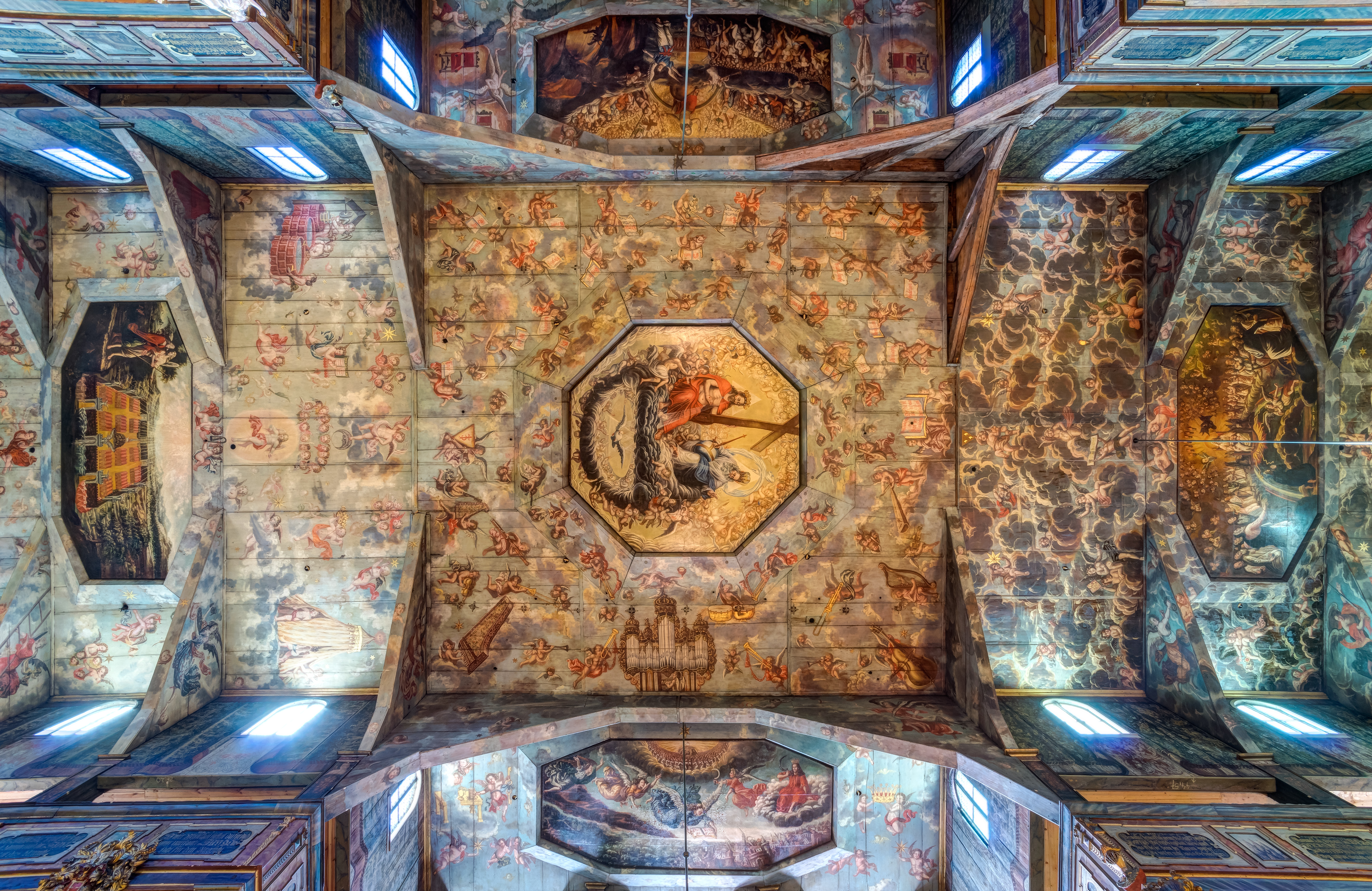
Strop

Stropy kościoła są ozdobione malowidłami z lat 1694–1696, autorstwa dwóch świdnickich malarzy – Chrystiana Sussenbacha i Chrystiana Kolitschka. Ilustrują one sceny z Objawienia św. Jana:
- „Niebiańskie Jeruzalem”,
- Bóg Ojciec, nad którego głową, otoczoną siedmioma językami płomieni, krąży orzeł, ma na kolanach złożoną księgę z siedmioma pieczęciami, na której spoczywa baranek, wokół klęczy 24 starców, poniżej widać modlącego się Jana,
- „Upadek grzesznego miasta Babilonu”,
- „Sąd Ostateczny”

Na skrzyżowaniu naw namalowano Świętą Trójcę.
Stropy wokół obrazów oraz stropy empor i filary malowane są w desenie roślinne.

## Galeria

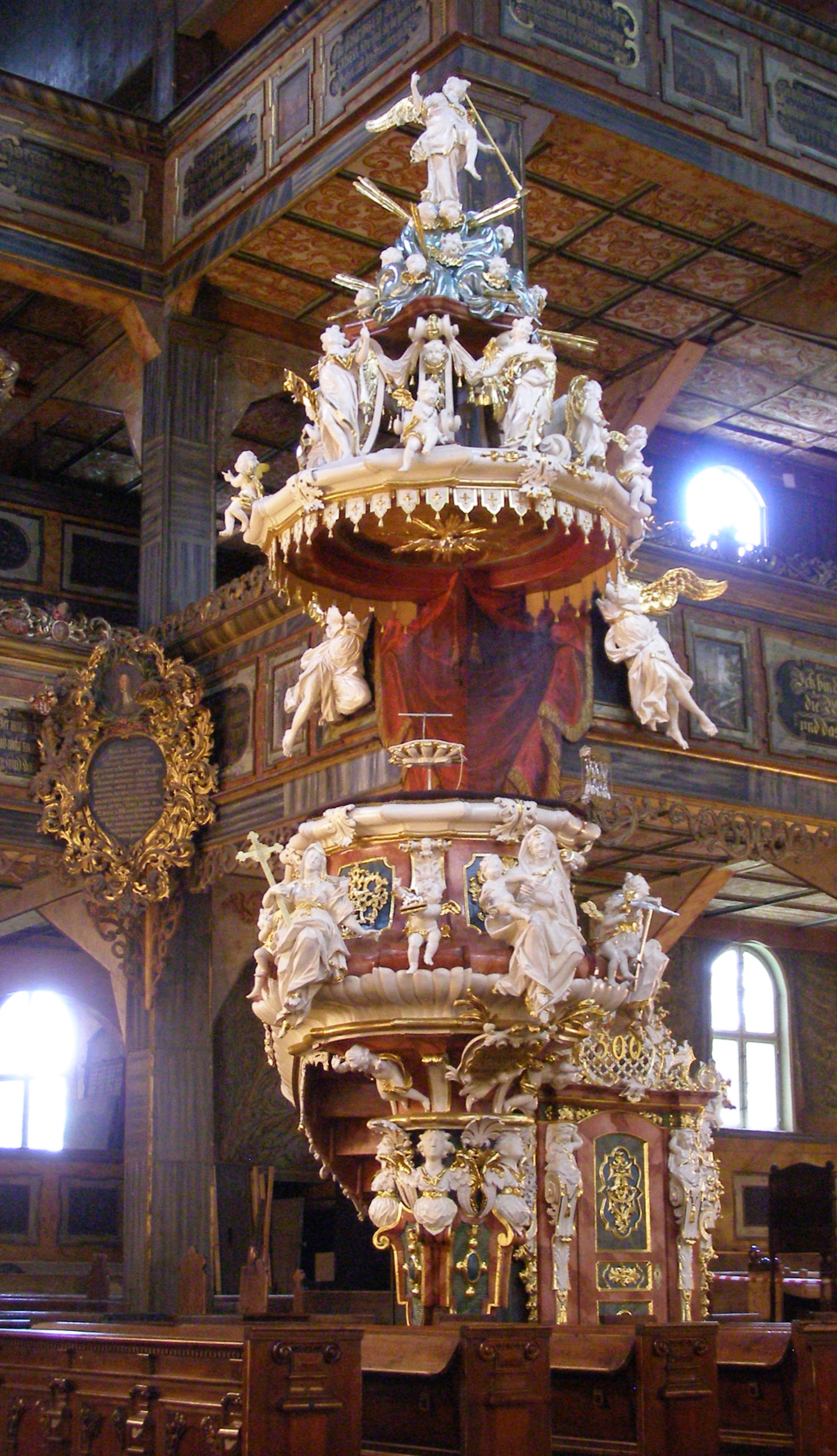
Ambona
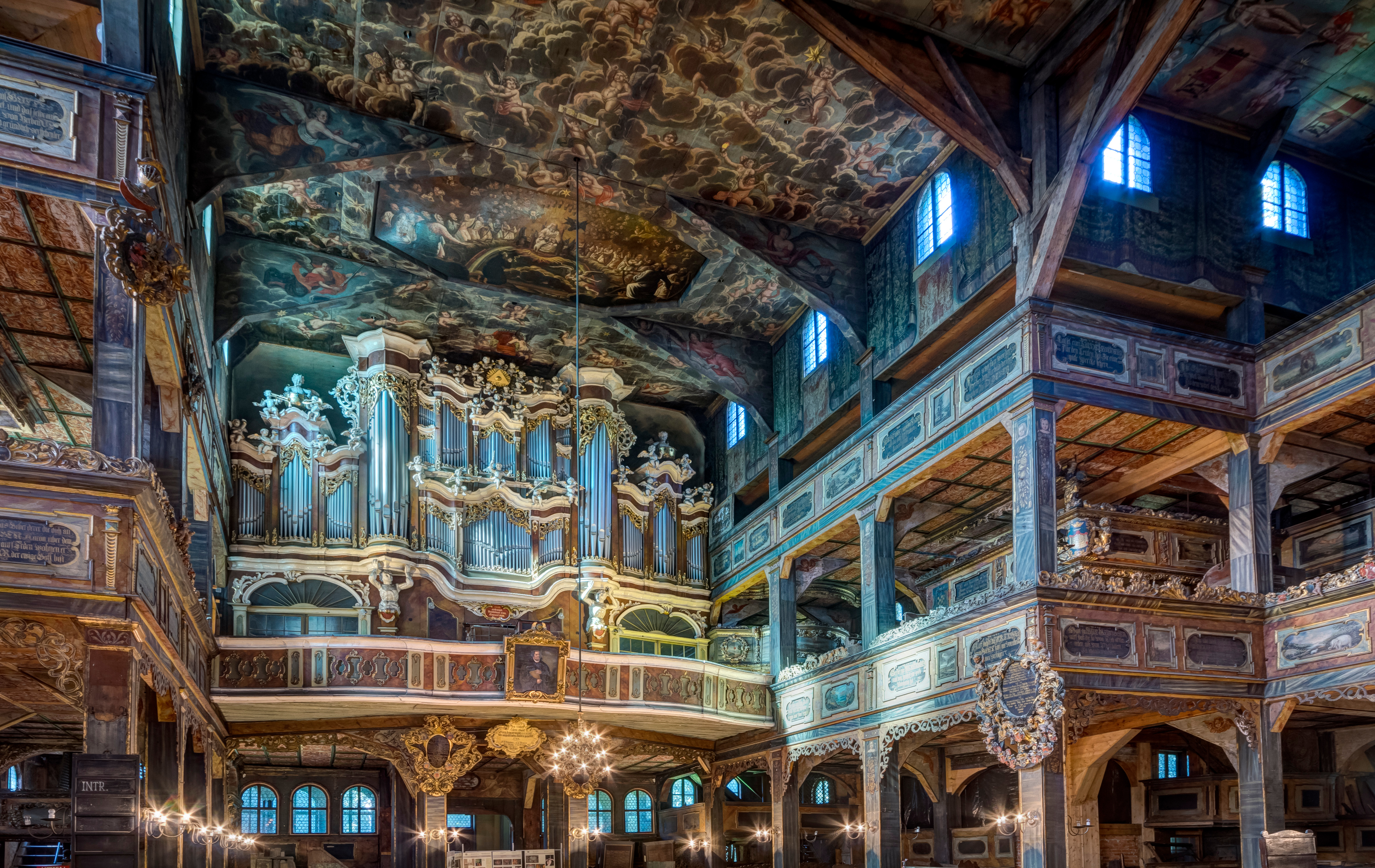
Organy
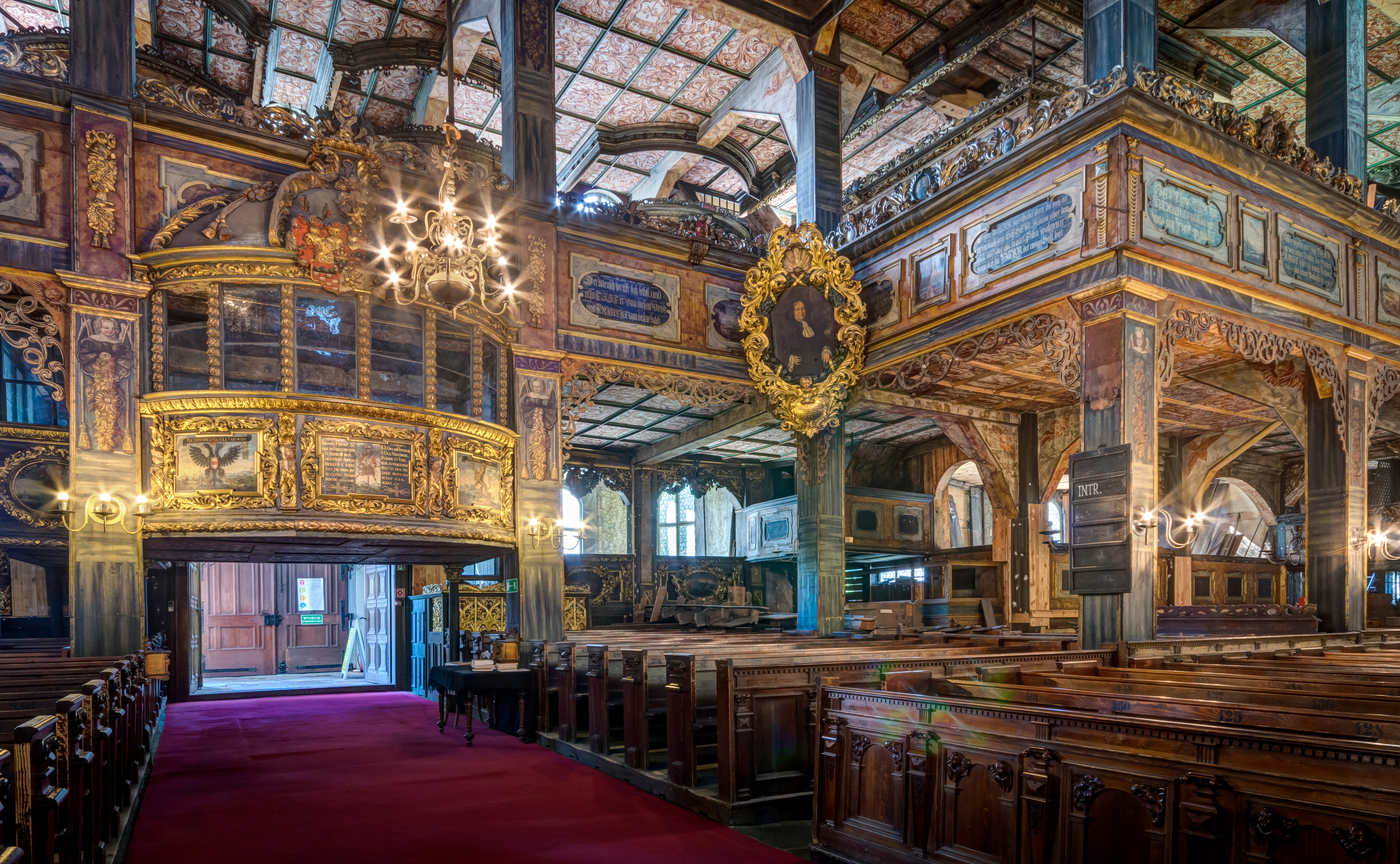
Loża Hochbergów
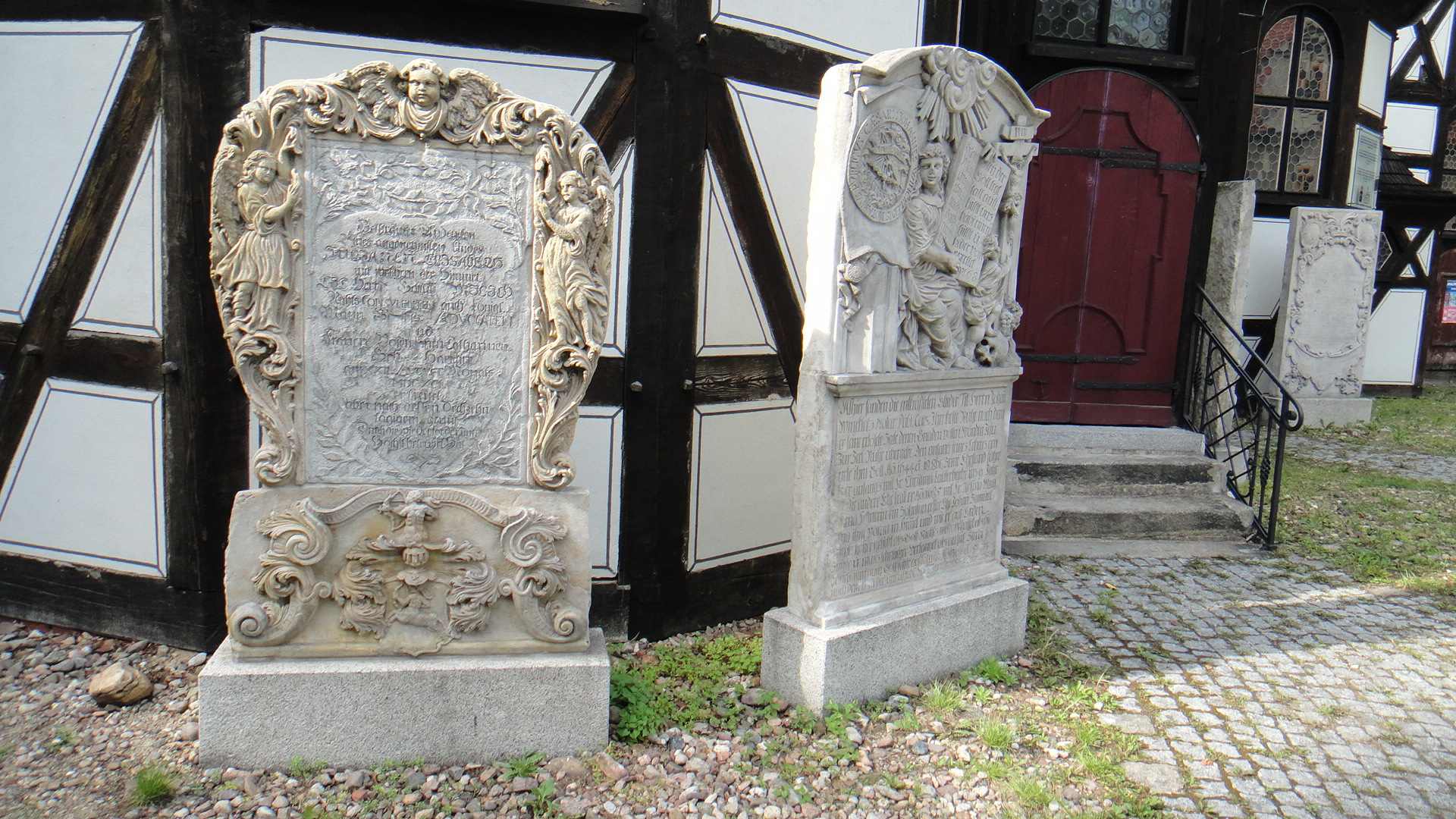
Płyty nagrobne
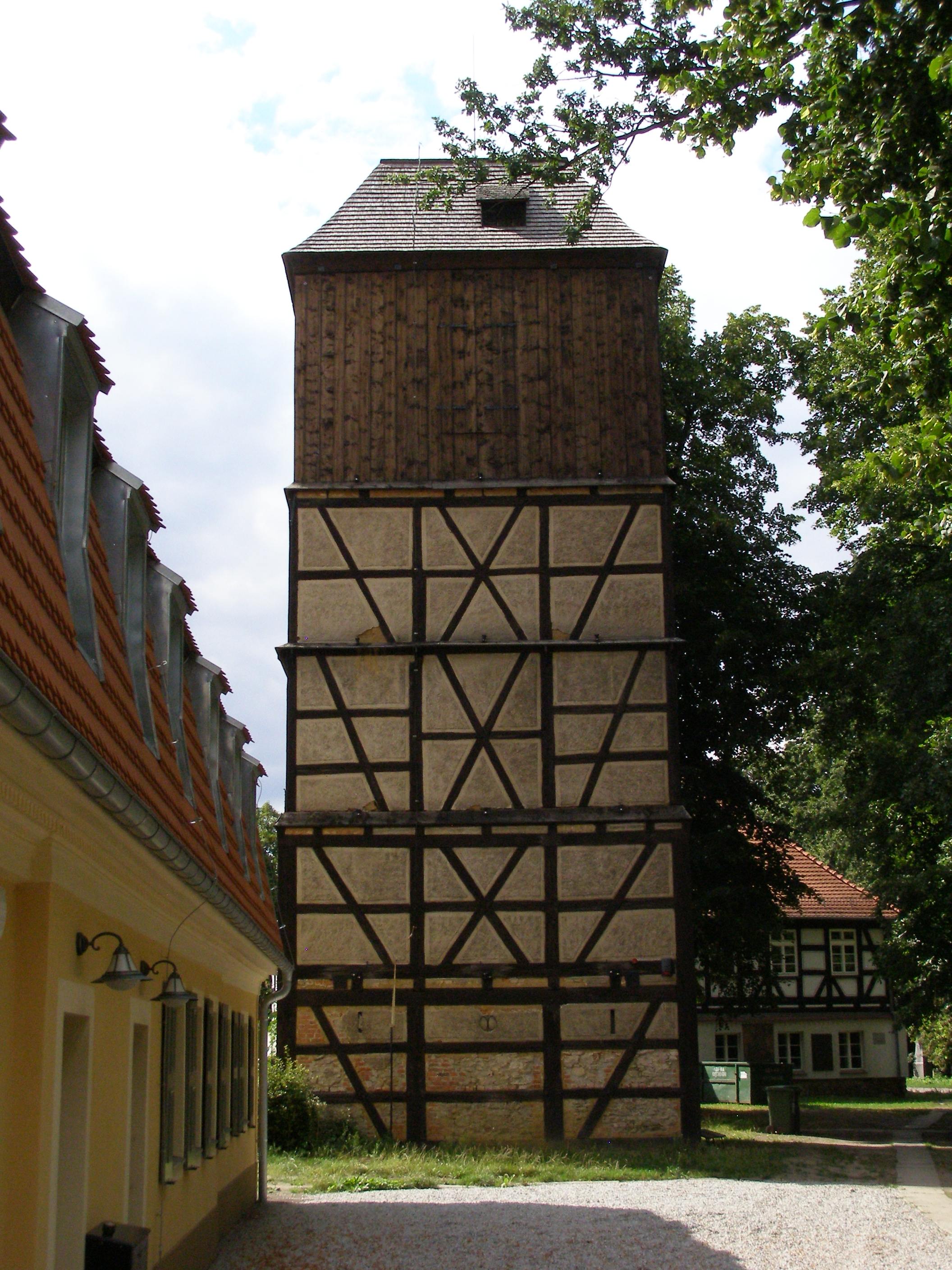
Dzwonnica
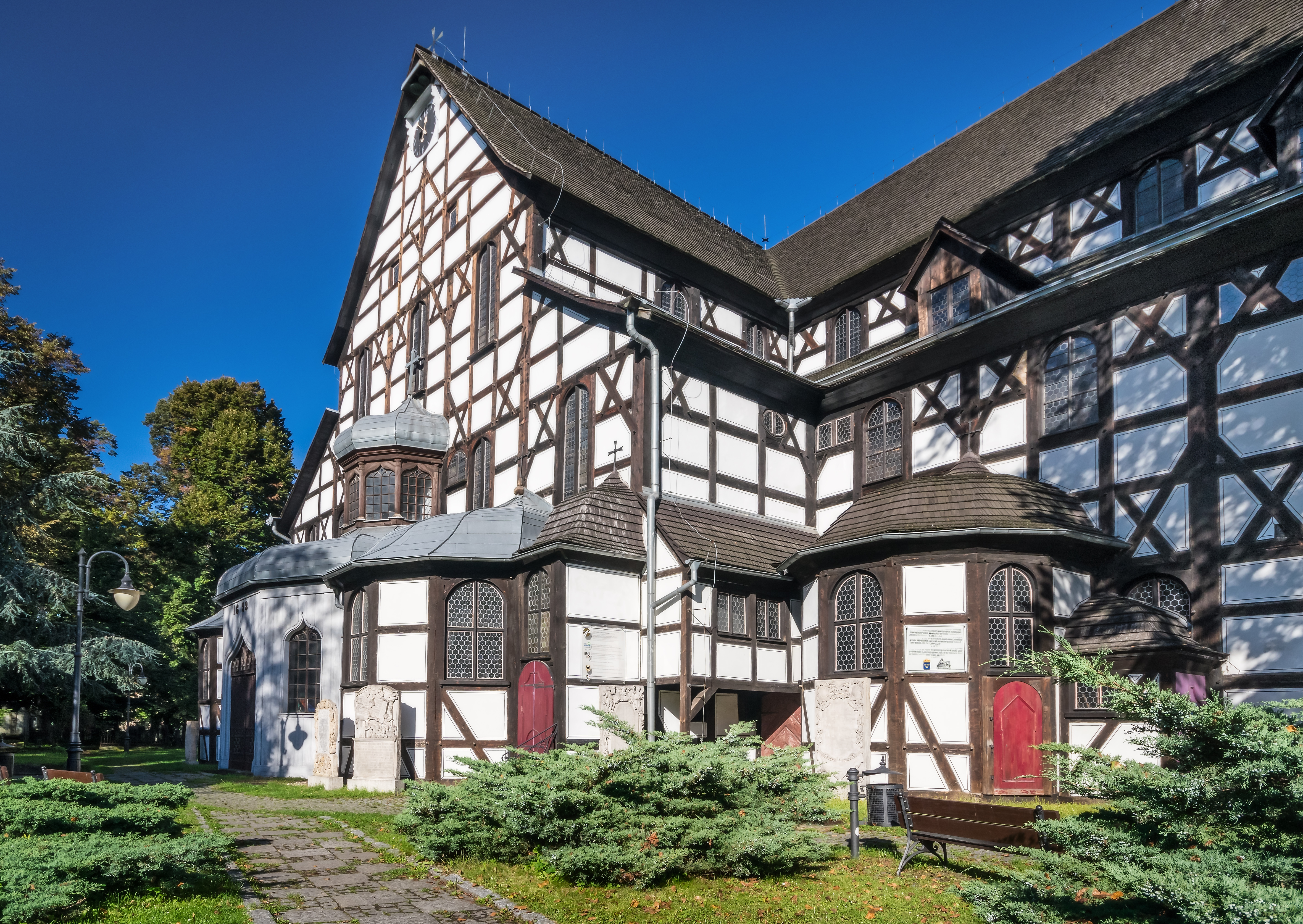
Tylna część świątyni
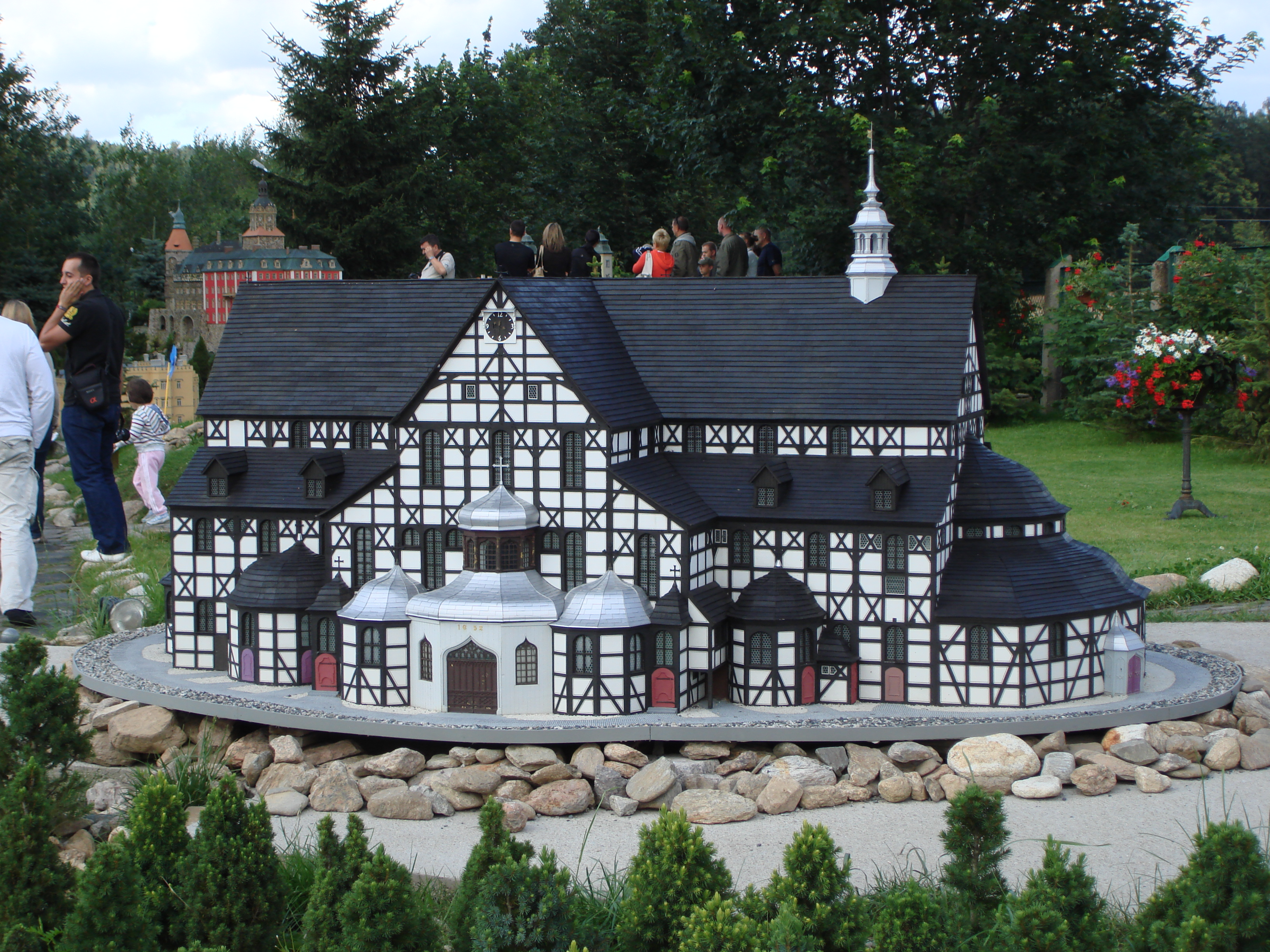
Miniatura świdnickiego Kościoła Pokoju w parku miniatur w Kowarach